# Comté de Taylor (Iowa)
Pour les articles homonymes, voir Comté de Taylor.
Le comté de Taylor est un comté de l'État de l'Iowa, aux États-Unis.